# Simnialena
Genre
Simnialena est un genre de mollusques gastéropodes de la famille des Ovulidae. Son espèce-type est Simnialena uniplicata. 

## Liste d'espèces
Selon World Register of Marine Species (19 septembre 2020) :
- Simnialena acuminata (G. B. Sowerby II in A. Adams & Reeve, 1848)
- Simnialena formicaria (G. B. Sowerby I, 1828)
- Simnialena ilhabelaensis Fehse, 2001
- Simnialena paita Fehse, 2017
- Simnialena regularoidea (Aldrich, 1921) †
- Simnialena rufa (G. B. Sowerby I, 1833)
- Simnialena uniplicata (G. B. Sowerby II, 1849)